# Prince Frederick (Maryland)
Prince Frederick es un lugar designado por el censo ubicado en el condado de Calvert en el estado estadounidense de Maryland. Es la sede de dicho condado. En el año 2010 tenía una población de 2538 habitantes y una densidad poblacional de 302,14 personas por km².

## Geografía
Prince Frederick se encuentra ubicado en las coordenadas 
38°32′55″N 76°35′19″O / 38.54861, -76.58861.

## Demografía
Según la Oficina del Censo en 2000 los ingresos medios por hogar en la localidad eran de $34.512 y los ingresos medios por familia eran $51.458. Los hombres tenían unos ingresos medios de $48.854 frente a los $35.425 para las mujeres. La renta per cápita para la localidad era de $23.161. Alrededor del 18.7% de la población estaba por debajo del umbral de pobreza.